# Frank Lowy
Pour les articles homonymes, voir Lowy.
Sir Frank P. Lowy (né le 22 octobre 1930) est un milliardaire australo-israélien,,.

## Biographie
Lowy est né en Tchécoslovaquie et a été contraint de vivre dans un ghetto en Hongrie pendant la Seconde Guerre mondiale. Il s'est rendu en France en 1946, où il est monté à bord du navire Yagur, se dirigeant vers la Palestine obligatoire. Cependant, il a été pris en route par les autorités britanniques et a fait un stage dans un camp de détention à Chypre. Lowy a rejoint la Haganah, puis la brigade de Golani, et a combattu dans la guerre arabe-israélienne de 1948 en Galilée et Gaza.